# Kamyšlov
Kamyšlov è una città della Russia siberiana estremo occidentale (Oblast' di Sverdlovsk), situata sulla sponda sinistra del fiume Pyšma nei pressi della confluenza in esso dell'affluente Kamyšlovka, 136 km a est del capoluogo Ekaterinburg; è il capoluogo amministrativo del distretto omonimo.

## Società

### Evoluzione demografica
Fonte: mojgorod.ru
- 1897: 8.100
- 1926: 9.900
- 1959: 30.100
- 1979: 31.400
- 1989: 33.500
- 2007: 28.300